# Entropezites
Entropezites es un género monotípico extinto de hongo hipermicoparasítico en el orden Hypocreales.  Actualmente  contiene solo a la especie Entropezites patricii.
El género se conoce únicamente en la etapa del Cretácico inferior, Albio superior (alrededor de 100 Ma), depósitos de ámbar birmanos en Myanmar. Mycetophagites es uno de los dos únicos casos conocidos de especies hiperfúngicas conocidas en el registro fósil, y es el más antiguo que se describe.

## Historia y clasificación
El género se conoce solo por el holotipo único, número «AB-368», hifas que parasitan una sola muestra parcial de cuerpo fructífero. Cuando se describió, el hongo formaba parte de la colección privada de Ron Buckley de Florence, Kentucky, EE. UU. La colección se ha vendido y ahora es propiedad de Deniz Erin de Estambul, Turquía. AB-368 se recolectó de una de las minas de ámbar en el área del valle de Hukawng al suroeste de Maingkhwan, región de Kachin, norte de Birmania. Fue estudiado por primera vez por un par de investigadores dirigidos por el Dr. George Poinar de la Universidad Estatal de Oregón que trabajó con Ron Buckley. Poinar y Buckley publicaron su descripción de tipo de 2007 en Mycological Research, revista de The British Mycological Society. Al género se le ha asignado el número de MycoBank MB501250, y a la especie se le asignó el número MB501251.
El epíteto genérico Entropezites es griego en derivación y es una combinación de las palabras entrope que significa «girar hacia adentro» e ites que significa «perteneciente» a la naturaleza hipermicoparasitaria de la especie.
Cuando se publicaron, Entropezites patricii, su huésped Mycetophagites atrebora y el huésped de M. atrebora, Palaeoagaracites antiquus, fueron el primer caso conocido de hiperparetismo sobre micoparasitismo descrito en el registro fósil y el más antiguo. El fósil muestra que este tipo de relación parasitaria fúngica había sido establecida por el albiense, hace 100 millones de años. Un ejemplo anterior de micoparasitismo se conoce de las especies extintas Palaeoserenomyces allenbyensis y Cryptodidymosphaerites princetonensis descritas en 1998 en cherts encontrados en British Columbia, Canadá.

## Descripción
El holotipo de Entropezites consiste en hifas que forman un crecimiento complejo y extenso con las hifas de Mycetophagites atrebora. Los hongos se conservan en una pieza rectangular de ámbar amarillo de aproximadamente 3.25 cm (1.28 in) por 1.25 cm (0.49 in) por 1.0 cm (0.39 in). El píleo mide 2.2 milímetros (0.087 pulgadas) de diámetro y posee una forma convexa con la carne de color gris azulado y peluda. Las hifas son muy pequeñas, con un diámetro de 1 a 2.5 μm e hialinas. Las hifas no separadas se ramifican, se entrecruzan y penetran en las hifas del huésped. Las hifas de Entropezites penetran en las áreas del tejido necrótico del huésped. El espécimen muestra una serie de conidióforos hialinos simples de 7 a 10 μm de longitud que se originan de las hifas en posición vertical. Cada uno de los conidióforos se lleva solo o en grupos dispersos y está en posición vertical o casi vertical. Los condios unicelulares se llevan en cadenas en las puntas de los conidióforos. Al igual que con los otros órganos de Entropezites, la condia esférica a cilíndrica es de color hialino. También están presentes posibles zigosporas que varían de 15 a 30 µm de diámetro.
Entropezites presenta la evidencia más antigua de hiperparasitismo fúngico por otros hongos en el registro fósil. El fósil muestra una compleja interrelación entre tres géneros de hongos diferentes. El casquillo conservado de Palaeoagaracites antiquus es anfitrión tanto de un hongo micoparasitario como de un hongo hipermicoparasítico. La superficie del hongo paladeado Paleoagaracites muestra el micelio de Mycetophagites atrebora. Los micelios de Mycetophagites se encuentran en la superficie del píleo P. antiquus, y las hifas penetran en los tejidos de P. antiquus, formando áreas necróticas. Mycetophagites es, a su vez, el anfitrión de un hongo necrotrófico hipermicarasiático, Entropezites patricii. Se conservan hifas de Entropezites, que penetran las hifas de Mycetophagites formando áreas de tejidos en descomposición. Entropezites también muestra un rango de etapas de crecimiento para las zigosporas probables.
Los caracteres distinguibles combinados de Entropezites no fueron suficientes para que Poinar y Buckley ubicaran el género más allá de Hypocreales incertae sedis. Donde las hifas de Entropezites penetran en las hifas de Mycetophagites, aparecen distintas áreas de tejido necrótico. La naturaleza necrotrófica de la interacción es similar a los géneros modernos Penicillium, Schizophyllum y Trichoderma. Sin embargo, el extenso crecimiento de las hifas del huésped y del parásito es diferente de las que se encuentran en los géneros modernos.